# Partito della Social Democrazia Brasiliana
Il Partito della Social Democrazia Brasiliana (in portoghese Partido da Social Democracia Brasileira - PSDB) è un partito politico brasiliano fondato il 25 giugno 1988 da importanti esponenti politici brasiliani come l'ex Presidente della Repubblica (all'epoca senatore) Fernando Henrique Cardoso. Il suo simbolo è il tucano e il suo colore è il blu e il giallo e per questo motivo i militanti del partito vengono definiti come tucanos. Il suo codice elettorale è il numero 45.

## Fondazione
Il PSDB è stato fondato il 25 giugno 1988 da politici degli Stati di Minas Gerais e di San Paolo con l'obiettivo di superare la Vecchia Repubblica.
Molti esponenti che poi appoggeranno il PSDB, durante il periodo della dittatura, avevano aderito al Movimento Democratico Brasiliano, il partito centrista che era stata l'unica opposizione all'ARENA, il partito della giunta militare. Con la nascita del sistema pluripartitico alcuni esponenti abbandonarono lo MDB, che si trasformò in Partito del Movimento Democratico Brasiliano (PMDB), e diedero vita al PSDB. I socialdemocratici e socialisti propriamente detti, invece, aderirono al Partito dei Lavoratori (PT), molto vicino alle istanze sindacali, altri tornarono a militare nel ricostituito Partito Socialista Brasiliano (PSB) o nel Partito Democratico Laburista (PDT).
I fondatori del partito furono: Franco Montoro, José Serra, Mário Covas, Carlos Antonio Costa Brandão, Humberto Costa Brandao, Carmelito Barbosa Alves, Waldyr Alceu Trigo, Fernando Henrique Cardoso, Sérgio Motta, Magalhães Teixeira, Geraldo Alckmin, Pimenta da Veiga, Eduardo Azeredo, José Richa, Artur da Tavola, Célio de Castro, Afonso Arinos, Chagas Rodrigues, Almir Gabriel, Teotônio Vilela Filho, Aécio Neves, Arthur Virgílio, Tasso Jereissati e Maria de Lourdes Abadia.

## Ideologia

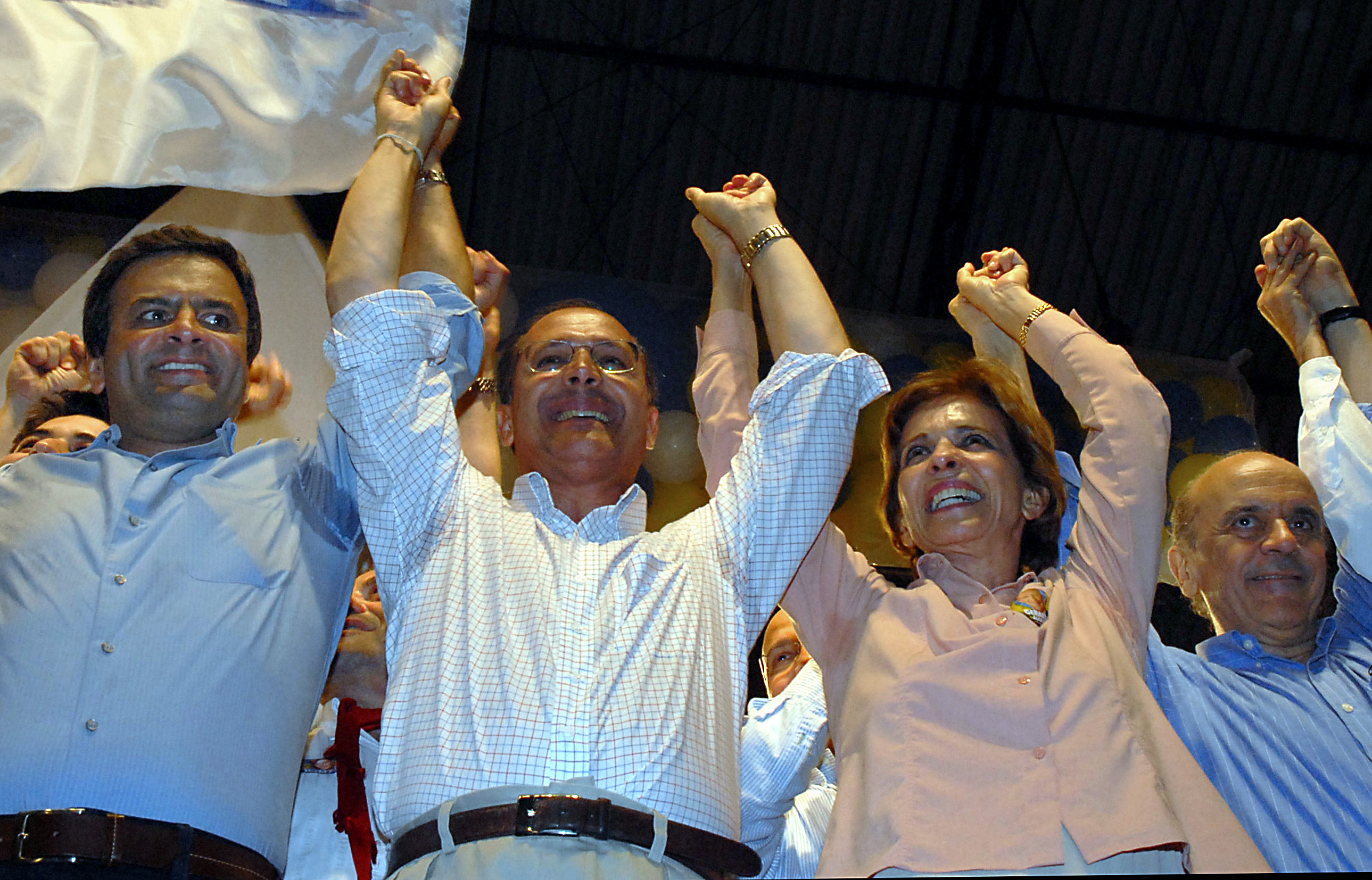
Aécio Neves, Geraldo Alckmin, Yeda Crusius, José Serra, tre esponenti di spicco del PSDB.

Il PSDB è un partito politico i cui militanti si definiscono generalmente come di centro-sinistra anche se molti intellettuali di sinistra hanno definito il partito come di centro-destra e di destra. Per tale motivo la collocazione del partito all'interno dello spettro politico è ancora molto discussa all'interno del formazione politica. Attualmente la Terza via di Anthony Giddens è una delle ideologie del partito.
Il politologo Glauco Peres nota che lo spostamento del partito verso il conservatorismo è avvenuto "a tappe", citando "le politiche liberali e le grandi privatizzazioni dell'era Cardoso", il graduale emergere di un "discorso conservatore e religioso" nei primi anni 2010, e la campagna perdente del candidato del partito Aécio Neves nelle elezioni presidenziali del 2014.
Secondo il ricercatore Christophe Ventura, i candidati del partito sono spesso evangelici, multimilionari e imprenditori. Si presentano come "manager" in opposizione a "politici".

## Storia

### Anni 1990
Nel 1994 il PSDB riuscì a far eleggere uno dei suoi fondatori, Fernando Henrique Cardoso, Presidente della Repubblica. Cardoso fu rieletto presidente nel 1998 a cui è succeduto dal 2003 Luiz Inácio Lula da Silva del PT. I governi di Cardoso furono sostenuti, oltre che dal PSDB, anche da forze moderate, come il PMDB, il Partito del Fronte Liberale (PFL), e conservatrici, come il Partito Laburista Brasiliano (PTB) o il Partito Progressista (PP).

### Ultimi anni
Alle elezioni legislative del 2002 il PSDB ha conseguito il 14,3% dei voti e ha eletto 71 deputati, divenendo il secondo partito dopo il PT.
Alle presidenziali del 2006, il PSDB ha inaspettatamente costretto al ballottaggio il Presidente Lula, colpito da molti scandali e penalizzato dalla presenza della candidata socialista Heloísa Helena. Il candidato del PSDB, Geraldo Alckmin, sostenuto anche dai conservatori del PFL e dai socialisti democratici del PPS, ha ottenuto il 41,6% dei consensi, contro il 48,7% del presidente Lula. Al ballottaggio, però, Lula ha vinto con oltre il 60% dei suffragi.
Il PSDB ha ottenuto il 13,6% e 65 seggi alla Camera dei deputati (6 seggi in meno), mentre al Senato ha eletto 5 senatori, portando il partito a 13 senatori, seconda forza in Senato dopo il PFL e alla pari con il PMDB.
Alle elezioni generali brasiliane del 2014, il Partito della socialdemocrazia candida Aécio Neves, il quale riesce a passare il 1º turno del 5 ottobre (nonostante le previsioni della vigilia), ottenendo il 33,5% dei voti contro il 41,6% della presidente uscente Dilma Rousseff (Partito dei Lavoratori) e il 21,3% di Marina Silva del Partito Socialista Brasiliano. Al turno di ballottaggio del 26 ottobre Neves perde con il 48,6% dei voti contro il 51,6% di Dilma Rousseff, rieletta presidente.
Il PSDB è stato uno degli attori dell'impeachment della presidente Dilma Rousseff nel 2016 e ha partecipato al governo del suo successore Michel Temer.
Dopo aver sostenuto la candidatura di Geraldo Alckmin alle elezioni presidenziali del 2018, eliminato al primo turno con il 4,8% dei voti, alcuni dirigenti del partito hanno sostenuto al secondo turno il candidato di estrema destra Jair Bolsonaro, al quale si era già rivolto il grosso dell'elettorato tradizionale del partito.

### Controversie
Il PSDB è stato considerato il partito più "sporco" del Brasile dalle istituzioni elettorali nel 2012 a causa dei ricorrenti casi di corruzione che lo coinvolgono. Eppure, secondo uno studio accademico del 2016, il partito ha chiaramente beneficiato della compiacenza dei media brasiliani, che hanno fatto poca menzione di questi casi.

## Risultati elettorali

### Elezioni presidenziali
| Anno | Candidato supportato      | 1º Turno   | 1º Turno   | 2º Turno   | 2º Turno   |
| Anno | Candidato supportato      | Voti       | %          | Voti       | %          |
| ---- | ------------------------- | ---------- | ---------- | ---------- | ---------- |
| 1989 | Mário Covas               | 7 786 939  | 11,5 (4.º) |            |            |
| 1994 | Fernando Henrique Cardoso | 34 362 726 | 54,3 (1.º) |            |            |
| 1998 | Fernando Henrique Cardoso | 35 922 692 | 53,1 (1.º) |            |            |
| 2002 | José Serra                | 19 694 843 | 23,2 (2.º) | 33 356 860 | 38,7 (2.º) |
| 2006 | Geraldo Alckmin           | 39 968 369 | 41,6 (2.º) | 37 543 178 | 39,2 (2.º) |
| 2010 | José Serra                | 33 132 283 | 32,6 (2.º) | 43 711 388 | 44,0 (2.º) |
| 2014 | Aécio Neves               | 34 897 211 | 33,6 (2.º) | 51 041 155 | 48,4 (2.º) |
| 2018 | Geraldo Alckmin           | 5 096 277  | 4,8 (4.º)  |            |            |
| 2022 | Simone Tebet              | 4 915 423  | 4,2 (3.º)  |            |            |

### Elezioni legislative
| Elezione | Voti       | %          | Seggi    |
| -------- | ---------- | ---------- | -------- |
| 1990     | 3.515.809  | 8,7 (6.º)  | 37 / 502 |
| 1994     | 6.350.941  | 13,9 (2.º) | 62 / 513 |
| 1998     | 11.684.900 | 17,5 (1.º) | 99 / 513 |
| 2002     | 12.534.774 | 14,3 (2.º) | 71 / 513 |
| 2006     | 12.691.043 | 13,6 (3.º) | 65 / 513 |
| 2010     | 11.477.380 | 11,9 (3.º) | 53 / 513 |
| 2014     | 11.073.631 | 11,4 (2.º) | 54 / 513 |
| 2018     | 5.905.541  | 6,0 (3.º)  | 29 / 513 |
| 2022     | 5.000.910  | 4,5 (13.º) | 13 / 513 |

## Presidenti nazionali del partito
- Comitato provvisorio[17] (1988 - 1989)
- Franco Montoro (1989 - 1991)
- Tasso Jereissati (1991 - 1994)
- Pimenta da Veiga (1994 - 1995)
- Artur da Távola (1995 - 1996)
- Teotônio Vilela Filho (1996 - 2001)
- José Aníbal (2001 - 2003)
- José Serra (2003 - 2005)
- Eduardo Azeredo (gennaio 2005 - ottobre 2005)
- José Serra (ottobre 2005 - novembre 2005)
- Tasso Jereissati (novembre 2005 - 23 novembre 2007)
- Sérgio Guerra (23 novembre 2007 - 18 maggio 2013)
- Aécio Neves (18 maggio 2013 - 17 dicembre 2017)
- Geraldo Alckmin (17 dicembre 2017 - 31 maggio 2019)
- Bruno Araújo (31 maggio 2019 - 31 gennaio 2023)
- Eduardo Leite (31 gennaio 2023 - 30 novembre 2023)
- Marconi Perillo (30 novembre 2023 - in carica)